# Sidney (Nebraska)
Sidney ist der County Seat von Cheyenne County in Nebraska. Im Jahr 2000 hatte die City 6282 Einwohner.

## Geographie
Sidneys geographische Koordinaten sind 41° 8′ N, 102° 59′ W (41,139428, −102,978323).
Nach den Angaben des United States Census Bureaus hat die Stadt eine Fläche von 16,0 km², die vollständig aus Land besteht.
Sidney liegt am Lodgepole Creek und der heutigen Interstate 80, verdankt seine Existenz dem Bau der transkontinentalen Eisenbahnlinie. Die Stadt wurde 1867 durch die Union Pacific Railroad gegründet und entwickelte sich um den Militärstützpunkt Fort Sidney, der eingerichtet wurde, um die Bahnlinie vor möglichen Überfällen durch Indianer zu schützen.
Sidney befindet sich etwa an der westlichen Grenze des Weizengürtels; westlich der Stadt wird das Land zunehmend für die Rinderzucht verwendet.
In der Nähe von Sidney liegt die HGÜ-Kurzkupplung Virginia Smith.

## Demographie
Zum Zeitpunkt des United States Census 2000 bewohnten Sidney 6282 Personen. Die Bevölkerungsdichte betrug 393,1 Personen pro km². Es gab 2890 Wohneinheiten, durchschnittlich 180,8 pro km². Die Bevölkerung Sidneys bestand zu 95,22 % aus Weißen, 0,18 % Schwarzen oder African American, 0,76 % Native American, 0,56 % Asian, 0,05 % Pacific Islander, 2,07 % gaben an, anderen Rassen anzugehören und 1,16 % nannten zwei oder mehr Rassen. 5,91 % der Bevölkerung erklärten, Hispanos oder Latinos jeglicher Rasse zu sein.
Die Bewohner Sidneys verteilten sich auf 2621 Haushalte, von denen in 31,0 % Kinder unter 18 Jahren lebten. 51,5 % der Haushalte stellten Verheiratete, 9,3 % hatten einen weiblichen Haushaltsvorstand ohne Ehemann und 36,2 % bildeten keine Familien. 31,5 % der Haushalte bestanden aus Einzelpersonen und in 13,3 % aller Haushalte lebte jemand im Alter von 65 Jahren oder mehr alleine. Die durchschnittliche Haushaltsgröße betrug 2,35 und die durchschnittliche Familiengröße 2,96 Personen.
Die Stadtbevölkerung verteilte sich auf 26,2 % Minderjährige, 7,7 % 18–24-Jährige, 27,3 % 25–44-Jährige, 21,7 % 45–64-Jährige und 17,2 % im Alter von 65 Jahren oder mehr. Das Durchschnittsalter betrug 38 Jahre. Auf jeweils 100 Frauen entfielen 91,8 Männer. Bei den über 18-Jährigen entfielen auf 100 Frauen 88,0 Männer.
Das mittlere Haushaltseinkommen in Sidney betrug 33.935 US-Dollar und das mittlere Familieneinkommen erreichte die Höhe von 41.050 US-Dollar. Das Durchschnittseinkommen der Männer betrug 30.286 US-Dollar, gegenüber 23.558 US-Dollar bei den Frauen. Das Pro-Kopf-Einkommen in Sidney war 20.000 US-Dollar. 9 % der Bevölkerung und 7 % der Familien hatten ein Einkommen unterhalb der Armutsgrenze, davon waren 10,2 % der Minderjährigen und 5,7 % der Altersgruppe 65 Jahre und mehr betroffen.